# 張賀度
張 賀度（ちょう がど、生没年不詳）は、五胡十六国時代後趙の将軍。張貉とも記載される。

## 生涯
後趙に仕え、将軍に任じられた。
339年8月、征討大都督夔安は歩兵5万を率いて荊揚北部へ、騎兵2万を率いて邾城へ侵攻すると、張賀度は石閔（後の冉閔）・李農・石鑑・李菟と共にその傘下に入った。9月、後趙軍は各地で東晋軍に大勝して多数の将兵を討ち取り、張賀度もまた邾城を陥落させ、東晋の将軍毛宝・樊峻を邾城の西において撃破し、1万人以上を討ち取った。毛宝・樊峻は包囲を突破して逃走したが、長江において溺死した。
やがて征北将軍に任じられ、燕公石斌と共に北方の国境を守備した。
340年10月、石斌は酒に溺れて狩猟に耽っていたので、張賀度はその振る舞いを幾度も諫めた。石斌はこれに怒り、張賀度を辱めた。この事が石虎に伝わると、石虎は石斌を杖刑百回の罰を与え、さらに主書の礼儀に節を与えて石斌を監視させた。それでも石斌は酒や猟を慎まなかったので、礼儀は法を引き合いに出して強く諫めたが、逆に怒りを買って殺害されてしまった。石斌はさらに張賀度をも殺害しようとしたので、これを知った張賀度は周囲の警護を厳重にした上で、石虎にこの事を報告した。石虎は尚書張離に節を持たせ、さらに騎兵を与えて石斌の下へ派遣した。石斌は鞭刑三百を加えられ、罷免して邸宅へ謹慎するよう命じられた。また、石斌に親任されていた10人余りが誅殺された。 
後に衛軍将軍に任じられた。
349年1月、天王太子石宣の配下であった高力督梁犢が下弁で謀反を起こし、その数は10万にも及んだ。彼らは長安を突破すると、潼関から洛陽目掛けて進撃した。石虎は大都督李農に10万の兵を与えて迎撃を命じ、張賀度もまたこれに従軍した。討伐軍は新安まで進んだ所で反乱軍と遭遇したが、大敗を喫して洛陽へ退いた。さらに、洛陽でも再び敗戦を喫し、成皋まで撤退してこれを固守した。この反乱は最終的に燕王石斌・統冠将軍姚弋仲・車騎将軍蒲洪（後の苻洪）によって鎮圧された。
350年1月、政権を掌握した李閔（後の冉閔）が独断で国号を「衛」に変更し、さらに大赦を下して青龍と改元した。張賀度はこれに反発し、石瀆において数万の兵を擁して反旗を翻した。同月、李閔は李農と共に3万の兵を率い、張賀度を攻撃した。
8月、張賀度は同じく冉閔に背いていた段勤・劉国・靳豚と昌城で合流し、結託して本拠地の鄴へ侵攻した。冉閔は行台都督劉羣・王泰・崔通・周成らに歩兵騎兵12万を与え、黄城に駐屯させた。また、冉閔自らも精鋭8万を率いて軍の後詰となった。両軍は蒼亭において戦闘となったが、張賀度軍は敗北して軍は潰滅し、2万8千の兵を失った。さらに、陰安まで追撃を受け、靳豚が戦死し、残兵も尽く捕虜となった。その後の張賀度の動向は不明である。